# Osmia mertensiae
Osmia mertensiae är en biart som beskrevs av Cockerell 1907. Osmia mertensiae ingår i släktet murarbin, och familjen buksamlarbin. Inga underarter finns listade i Catalogue of Life.